# Satanische Pferde
Satanische Pferde [Caballos satánicos], es el tercer álbum en vivo de Die Ärzte, solo estuvo disponible a la venta para el club de fanes.

## Track listing
1. Radio brennt (Felsenheimer, Urlaub/Urlaub) - 2:46
2. Ausserirdische (Urlaub) - 2:23
3. Ohne Dich (Urlaub) - 2:16
4. Alleine in der Nacht (Felsenheimer) - 2:39
5. Sweet sweet Gwendoline (Urlaub) - 2:31
6. Madonnas Dickdarm (Urlaub/Felsenheimer, Liebing, Urlaub) - 2:11
7. Helmut K. (Felsenheimer, Liebing, Urlaub) - 2:27
8. Buddy Holly's Brille (Urlaub) - 4:08
9. Ich ess Blumen (Felsenheimer) - 3:33
10. Mysteryland (Felsenheimer) - 3:34
11. 2000 Mädchen (Urlaub/Felsenheimer, Urlaub) - 4:51
12. Du willst mich küssen (Urlaub) - 3:59
13. Wie am ersten Tag (Urlaub) - 3:03
14. Dos Corazones (González) - 3:25
15. Popstar (Felsenheimer) - 3:07
16. Frank'nstein (Felsenheimer) - 2:27
17. Sie kratzt (Urlaub) - 2:36
18. Vollmilch (Urlaub) - 3:20
19. Ist das alles (Felsenheimer) - 3:40
20. Zu spät (Urlaub) - 4:32
21. ♀ (Urlaub) - 8:34

- Datos: Q2225889